# Mongolsnöfink
Mongolsnöfink (Pyrgilauda davidiana) är en bergslevande asiatisk fågel i familjen sparvfinkar inom ordningen tättingar.

## Kännetecken

### Utseende
Mongolsnöfinken är en relativt liten snöfink (12-15 cm) med svart panna och strupe samt sandbrun hjässa och nacke. Den har vidare en vit vingfläck på handtäckarna samt streckad mantel.

### Läte
Arten är relativt tystlåten, men flockar avger ett konstant lågmält kvittrande.

## Utbredning och systematik
Mongolsnöfink delas upp i två underarter med följande utbredning:
- P. d. davidiana – förekommer från Inre Mongoliet till västra Kina (Gansu och Qinghai)
- P. d. potanini – förekommer från sydöstra Altajbergen till Yttre Mongoliet och nordöstra Kina

Den har liksom övriga arter i Pyrgilauda tidvis placerats i Montifringilla.

## Levnadssätt
Arten förekommer i höglänt (1.000-3.000 meters höjd) halvöken, steniga slätter och klippig platå med kort, torrt gräs. Den häckar mellan maj och juli eller början av augusti i enstaka par eller i lösa kolonier. Den är mestadels stannfågel, men vissa kan röra sig till lägre nivåer efter häckning, till och med norr om utbredningsområdet. Artens födoval är bristfälligt studerad, men intar små frön från gräs och alpina växter samt insekter.

## Status och hot
Arten har ett stort utbredningsområde och en stor population med stabil utveckling och tros inte vara utsatt för något substantiellt hot. Utifrån dessa kriterier kategoriserar internationella naturvårdsunionen IUCN arten som livskraftig (LC). Världspopulationen har inte uppskattats men den beskrivs som lokalt vanlig till generellt fåtalig.

## Namn
Fågelns vetenskapliga artnamn hedrar Jean Pierre Armand David (1826-1900), fransk missionär och naturforskare verksam i Kina 1858-1874.